# Mahura bainhamensis
Mahura bainhamensis là một loài nhện trong họ Agelenidae.
Loài này thuộc chi Mahura. Mahura bainhamensis được miêu tả năm 1973 bởi Raymond Robert Forster & Wilton.